# 对面的女孩杀过来
《对面的女孩杀过来》（又名：水饺几两）是谢骏毅于2013年执导的一部由中國大陸演员黄璐与台湾演员张书豪主演的爱情喜剧片。该片于2013年9月20日在台湾上映并入围2013台北电影节剧情长片竞赛单元播放。

## 劇情摘要
阿正是一個在政府機關上班的台灣男孩，正為了「海峽兩岸禮俗會刊」而煩惱不已，都出到第十稿了科長還不滿意，正當他不知如何是好時，剛好遇見來臺灣自由行的北京女孩秦朗。來臺灣找尋奶奶初戀情人的秦朗和死皮賴臉求助的阿正交換條件，他幫她找到陳光，她幫他寫出一個漂亮的報告。
個性嗆辣又直率的秦朗跟個性溫吞卻愛打嘴砲的台灣男孩阿正總是針鋒相對，各自為了捍衛領土不遺餘力。但是為了完成任務他們還是得同心協力，還莫名其妙遇到了黑道追殺，但是愛情似乎就在這樣沒有章法的情況下慢慢滋生。
该影片非常巧妙的展现了中国大陆与台湾两地人在习惯和对待某些议题上认知的不同。通过演员黄璐和张书豪一来一往、针锋相对的贫嘴妙语，观众看到了两岸人对方眼中的自己。社会价值观、爱情观的异同在本片中豁达表态，某些敏感而诙谐的情节与言辞相当热辣带劲，在连番激荡中点燃观众的笑点。

## 角色及演員
| 角色名稱 | 演員   | 備註       |
| -------- | ------ | ---------- |
| 張育正   | 張書豪 | 台灣公務員 |
| 秦朗     | 黃璐   | 北京女孩   |

## 提名與獎項
- 第15屆台北電影節 最佳劇情長片(提名) 謝駿毅
- 美國巴港影展-最佳劇情長片
- 北京新人電影節「開幕片」、「最佳女演員獎(黃璐)」

## 外部連結
- 互联网电影数据库（IMDb）上《对面的女孩杀过来》的资料（英文）